# Wojciech Sęczawa
Wojciech Sęczawa (ur. 1961 w Dubience) – polski rzeźbiarz, profesor ASP w Gdańsku.

## Życiorys
Studiował na Wydziale Rzeźby w Państwowej Wyższej Szkole Sztuk Plastycznych (ASP) w Gdańsku; dyplom obronił w pracowni prof. Edwarda Sitka w 1986 roku. Od 2002 roku jest adiunktem II stopnia; kierownikiem Pracowni Podstaw Rzeźby na Wydziale Rzeźby Akademii Sztuk Pięknych w Gdańsku.
Prace swoje prezentował w prestiżowych galeriach w kraju (m.in. Gdańsk, Elbląg, Wrocław, Poznań, Kraków, Warszawa) i za granicą (Niemcy, Holandia, Belgia, Szwecja, Francja, Szwajcaria, USA).
Jest autorem statuetek festiwali: „Yach Film”, „Dobry Humor”, „Dwa Teatry”.

## Nagrody i wyróżnienia
- 1987 – Stypendium Ministra Kultury i Sztuki
- 1993 – II nagroda za rzeźbę EKO – Gdańsk
- 1993 – srebrny medal za portret: Salon zimowy – Warszawa
- 1995 – Grant EFA - New York / USA
- 1997 – brązowy medal za rzeźbę na „Salonie wiosennym” – Warszawa
- 1998 – złoty medal za rzeźbę na „Salonie wiosennym” – Warszawa
- 1999 – III nagroda w konkursie „Fordon” – Bydgoszcz
- 2000 – I nagroda za projekt wnętrza kościoła św. Kazimierza – Gdańsk
- 2003 – wyróżnienie za rzeźbę „Szczecinek”
- 2005 – wyróżnienie za projekt pomnika „Marynarza” – Gdynia
- 2006 – I nagroda w II edycji za projekt pomnika „Marynarza” – Gdynia
- 2007 – I nagroda za realizację wnętrza kościoła św. Kazimierza w Gdańsku
- 2011 – Nagroda Prezydenta Miasta Gdańska w Dziedzinie Kultury z okazji jubileuszu 25-lecia pracy artystycznej[3]
- 2011 – wyróżnienie w konkursie „Grafika Roku” Gdańskiego Towarzystwa Przyjaciół Sztuki (Gdańsk, 2011)
- 2012 – Stypendium Prezydenta Miasta Gdańska
- 2022 – Nagroda Prezydenta Miasta Gdańska w Dziedzinie Kultury z okazji jubileuszu 35-lecia pracy twórczej[3]
- 2022 – Odznaka honorowa „Zasłużony dla Kultury Polskiej” (2022)[4]